# Gabriele Bosisio
Gabriele Bosisio (Lecco, 1980. augusztus 6. –) olasz profi kerékpáros.
2009. szeptember 2-án pozitív EPO mintát produkált egy versenyen kívüli ellenőrzés során. Az olasz szövetség 2010 áprilisában 2 évre tiltotta el, melyet 2011. október 5-én feloldottak.
2013-ban visszavonult a versenyzéstől.

## Eredményei
| 2005 7. - GP Industria e Commercio Artigianato Carnaghese 8., összetettben - Bayern-Rundfahrt 2006 8. - Milánó-Torino 9. - GP Costa degli Etruschi 10. - Trofeo Citta di Castelfidardo 2007 1. - Giro del Lazio 2. - GP Citta di Camaiore 4., összetettben - Circuit de Lorraine 5. - GP Nobili Rubinetterie 7. - GP Chiasso 7. - Giro dell'Appennino 8. - Milánó-Torino 2008 1. - Giro d'Oro 1., 7. szakasz - Giro d’Italia 2. - GP Nobili Rubinetterie 5., összetettben - Tour of Britain 7. - Giro del Veneto 9. - Olasz országúti bajnokság - Mezőnyverseny | 2009 1., 1. szakasz - Settimana Lombarda 2. - Olasz országúti bajnokság - Időfutam 2. - GP Industria & Artigianato-Larciano 5. - GP Nobili Rubinetterie 7. - Olasz országúti bajnokság - Mezőnyverseny 9. - Giro della Toscana 2012 5. - Giro del Veneto 8. - Coppa Agostoni |

## Grand Tour eredményei
| Grand Tour | 2004 | 2005 | 2006 | 2007 | 2008 | 2009 | 2010 | 2011 | 2012 | 2013 |
| ---------- | ---- | ---- | ---- | ---- | ---- | ---- | ---- | ---- | ---- | ---- |
| Giro       | 137. | -    | -    | -    | 22.  | 26.  | -    | -    | -    | -    |
| Tour       | -    | -    | -    | -    | -    | -    | -    | -    | -    | -    |
| Vuelta     | -    | -    | -    | -    | -    | -    | -    | -    | -    | -    |